# هیئت تحریر شام
هیئت تحریر شام (به عربی: هيئة تحرير الشام) که با عنوان تحریر الشام نیز شناخته می‌شد؛ سازمان سیاسی و مسلح اسلامگرای سنی بود که در جنگ داخلی سوریه شرکت داشت. این سازمان در ۲۸ ژانویه ۲۰۱۷ از ادغام بین جیش الاحرار (جناحی از احرار الشام)، جبهه فتح شام، جبهه انصار الدین، جیش السنه، لواء الحق و جنبش نورالدین زنکی تشکیل شد. روند اتحاد این گروه‌ها به ابتکار ابوجابر الشیخ از فرماندهان اسلامگرا که دومین امیر احرار الشام بود، انجام شد.
ابوجابر الشیخ، این سازمان را به‌عنوان «مرحله‌ای جدید در زندگی انقلاب مبارک» توصیف کرد و از تمام گروه‌های اپوزیسیون سوریه خواست که تحت رهبری اسلامی این گروه متحد شده و «جهاد مردمی» را برای دستیابی به اهداف انقلاب سوریه آغاز کنند. او اهداف انقلاب را سرنگونی رژیم بعث و خروج نیروهای حزب‌الله لبنان از خاک سوریه و تشکیل یک حکومت اسلامی توصیف کرد. پس از اعلام این خبر، گروه‌ها و افراد بیشتری به این ائتلاف پیوستند. این گروه ترکیبی عمدتاً تحت رهبری جبهه فتح شام و رهبران سابق احرار الشام است، هرچند فرماندهی عالی نیز شامل نمایندگانی از دیگر گروه‌ها می‌شود. جنبش نورالدین زنکی در ژوئیه ۲۰۱۷ و جبهه انصار الدین در سال ۲۰۱۸ از هیئت تحریر شام جدا شدند.
تشکیل هیئت تحریر شام با مجموعه‌ای از ترورها علیه حامیان آن همراه بود. این گروه در پاسخ، سرکوبی موفق علیه وفاداران به القاعده را آغاز کرد که قدرتش را در ادلب تثبیت کرد؛ از آن زمان هیئت تحریر شام برنامه‌ای با عنوان «سوری‌سازی» را دنبال کرده است که بر ایجاد یک اداره مدنی پایدار متمرکز است که خدمات ارائه دهد و با سازمان‌های بشردوستانه ارتباط برقرار کند و در عین حال نظم و قانون را حفظ کند. استراتژی تحریر شام بر گسترش کنترل سرزمینی در سوریه، ایجاد حکمرانی و جلب حمایت مردمی استوار است. تحریر شام در سال ۲۰۱۷ به نیروهای ترکیه اجازه داد تا به‌عنوان بخشی از توافق آتش‌بس در مذاکرات آستانه در شمال غرب سوریه گشت‌زنی کنند. این سیاست‌ها باعث درگیری آن با شاخه سوری القاعده حراس الدین شد که درگیری‌های نظامی را هم در بر می‌گرفت. تعداد اعضای هیئت تحریر شام در سال ۲۰۲۲ بین ۶٫۰۰۰ تا ۱۵٫۰۰۰ نفر تخمین زده می‌شود.
هیئت تحریر شام با دولت نجات سوریه که یک دولت جایگزین اپوزیسیون سوریه در استان ادلب است بیعت کرده است. اگرچه این سازمان به‌طور رسمی به مکتب سلفی پایبند است، اما شورای عالی فتوای دولت نجات سوریه - که تحریر شام به لحاظ دینی تابع آن است - شامل علمایی از سنت‌های اشعری و صوفی نیز می‌شود. تحریر شام در سیستم حقوقی و برنامه‌های آموزشی خود اندیشه‌های شافعی را اجرا کرده و اهمیت چهار مذهب کلاسیک اهل سنت در فقه اسلامی را آموزش می‌دهد. از سال ۲۰۲۱ هیئت تحریر شام به‌عنوان قدرتمندترین گروه نظامی در اپوزیسیون سوریه شناخته می‌شود.
در تاریخ هشتم دسامبر ۲۰۲۴، پس از ۱۱ روز جنگ، تقریباً بدون مقاومت از سوی ارتش سوریه، نیروهای هیئت تحریر شام موفق شدند دمشق را تصرف کنند و حکومت اسد را برکنار کنند.

## تاریخچه

### پیش زمینه
جبهه النصره و احرار الشام در بیشتر سال‌های ۲۰۱۵–۲۰۱۶ با همدیگر همکاری می‌کردند. ابوجابر الشیخ روحانی برجسته احرار الشام مدت‌ها از وابستگی النصره به القاعده انتقاد می‌کرد و آن را مانعی برای پیشرفت شورشیان می‌دانست. وی همچنین تلاش‌های بسیاری در راستای اتحاد عناصر شورشی اسلام‌گرا انجام داده بود. وی رهبر جناح اسلام‌گراتر و کمتر ملی‌گرای احرار الشام، جیش الاحرار را بر عهده داشت که از ادغام احرار الشام با جبهه فتح الشام حمایت می‌کرد. مذاکرات ادغام در اواخر سال ۲۰۱۶ انجام شد، اما این مذاکرات به نتیجه نرسید. در اوایل سال ۲۰۱۷ این گروه با گروه‌های رقیب اسلام‌گرا در ادلب به ویژه احرار الشام درگیر شد، اما جیش الاحرار از احرار الشام جدا شد تا با جبهه فتح الشام در یک نهاد جدید ادغام شود.

### تشکیل
در طول اعلامیه تأسیس امیر ابوجابر الشیخ هیئت تحریر شام را به عنوان «یک نهاد مستقل» عاری از تمام روابط و وابستگی‌های قبلی و یک سازمان اتحاد توصیف کرد.
به گفته چارلز لیستر تحلیلگر سوریه حدود ۸۰۰ تا ۱۰۰۰ نفر از نیروهای احرار الشام به هیئت تحریر شام پیوستند، اما حداقل ۶۰۰۰ تا ۸۰۰۰ نفر دیگر را از طریق ادغام صقور الشام، ارتش مجاهدین، اتحاد فاستقم و واحدهای غرب حلب جبهه شام و واحدهای مستقر در ادلب جیش الاسلام به دست آورد. در همین حال جبهه فتح الشام چند صد جنگجو را به احرار الشام از دست داد، اما ۳۰۰۰ تا ۵۰۰۰ جنگجو را از طریق ادغام با حرکات نورالدین زنکی، لواء الحق، جیش السنة و جبهه انصار الدین در هیئت تحریر شام به دست آورد. نورالدین زنکی زمانی مورد حمایت ایالات متحده بود.

### تعیین به عنوان سازمان تروریستی
| کشور                | تاریخ                                                                                               | منابع         |
| ------------------- | --------------------------------------------------------------------------------------------------- | ------------- |
| ایالات متحده آمریکا | ۳۱ مه ۲۰۱۸                                                                                          | [ ۵۵ ]        |
| کانادا              | ۲۳ مه ۲۰۱۸                                                                                          | [ ۴۶ ]        |
| ترکیه               | ۳۱ اوت ۲۰۱۸                                                                                         | [ ۷۴ ]        |
| مراکش               | ۷ آوریل ۲۰۲۲                                                                                        | [ ۷۵ ]        |
| بریتانیا            | مه ۲۰۱۷                                                                                             | [ ۷۶ ] [ ۷۷ ] |
| روسیه               | ۴ ژوئن ۲۰۲۰؛ لازم‌الاجرا در ۲۰ ژوئیه ۲۰۲۰                                                            | [ ۷۸ ]        |
| آرژانتین            | ۱۴ آوریل ۲۰۱۴ (به عنوان نام مستعار جبهه النصره)                                                     | [ ۴۴ ]        |
| نیوزیلند            | ۱۴ آوریل ۲۰۱۴ (به عنوان نام مستعار جبهه النصره)                                                     | [ ۵۰ ]        |
| استرالیا            | ۹ آوریل ۲۰۲۲                                                                                        | [ ۷۹ ]        |
| کانادا              | ۷ نوامبر ۲۰۱۳ (نامگذاری شده در ابتدا با عنوان النصره)                                               | [ ۸۰ ]        |
| ژاپن                | ۱۴ مه ۲۰۱۴ (به عنوان نام مستعار جبهه النصره)                                                        | [ ۴۹ ]        |
| اندونزی             | ۲۱ اکتبر ۲۰۲۴ (قبل از ۲۰۱۶ به عنوان جبهه النصره و از ۲۱ اکتبر ۲۰۲۴ به عنوان نام مستعار جبهه النصره) | [ ۸۱ ]        |
| سازمان ملل متحد     | | [ ۸۲ ]        |
| اتحادیه اروپا       | سپتامبر ۲۰۲۰                                                                                        | [ ۸۳ ]        |

بیشتر جامعه بین‌المللی تحریر شام را یک سازمان تروریستی می‌دانند. آمریکا این گروه را در ۳۱ مه ۲۰۱۸ رسماً یک سازمان تروریستی معرفی کرد. سفیر ایالات متحده در سوریه اظهار داشت: تحریر شام یک اتحاد بین چند گروه است و هر گروهی که با آن متحد شود فارغ از اینکه از چه اسمی استفاده می‌کند جزئی از شبکه سوریه القاعده محسوب می‌شود.
کانادا در ۲۳ مه ۲۰۱۸ و ترکیه در ۳۱ اوت ۲۰۱۸ هیئت تحریر شام را در فهرست گروه‌های تروریستی خود قرار دادند.

### ترورها
طی توافقی بین ایران و قطر در مارس ۲۰۱۷ قرار شد ساکنان شیعه فوعه و کفریا با ساکنان سنی و شورشیان زبدانی و مضایا تبادل شوند. در تاریخ ۱۲ آوریل ۲۰۱۷ توافق اجرایی شد و اتوبوس‌ها و آمبولانس‌ها با یاری هلال احمر سوریه در چهار شهرک پیش گفته حاضر شدند و علمیات جابجایی آغاز شد.
در تاریخ ۱۴ آوریل، ۷۵ اتوبوس و ۲۰ آمبولانس حدود ۵۰۰۰ نفر را از فوعه و کفریا تخلیه کردند.

### وجهه جهانی
تلاش هیئت تحریر شام در این چند سال این بوده که چهرهٔ تازه‌ای از خود به عنوان بازیگر مشروع سیاسی بنمایاند که نه دنبال جهاد بین‌المللی است و نه پیوندی با گروه‌های جهادی چندملیتی دارد. این گروه پیوند خود با القاعده را در سال ۲۰۱۶ به پایان رساند. گمان همگانی بر این است که «دولت نجات» که از راه چند وزارتخانه ادلب را اداره می‌کند وابسته به این گروه است.

## ایدئولوژی و حکومت
ابوجابر الشیخ یکی از رهبران بزرگ علمی و رئیس شورای شورا در گروه تحریر شام چندین بار توسط رژیم بعث دستگیر شد که او را به داشتن باورهای سلفی-جهادی متهم می‌کرد. او در سال ۲۰۰۵ در زندان صیدنایا زندانی شد و در میان چندین زندانی جهادی در سال ۲۰۱۱ آزاد شد. این زندانیان بعدها گروه‌های شورشی سلفی متعددی را در طول جنگ داخلی سوریه تشکیل دادند. ابوجابر همچنین به «جهاد مردمی» اعتقاد داشت که رویکردی از پایین به بالا است که در آن جهادی‌ها تلاش می‌کنند قلب و ذهن مردم را به دست آورند و پس از جلب حمایت کافی مردمی به برپایی حکومت اسلامی بپردازند. این رویکرد برخلاف روش «جهاد نخبه‌گان» گروه داعش است که از بالا به پایین و توسط یک گروه پیشتاز اجرا می‌شود. ایمن التمیمی از مرکز مبارزه با تروریسم در فوریه ۲۰۱۷ ادعا کرد که علی‌رغم اظهارات عمومی رهبران و حامیان تحریر شام این گروه در آن زمان عمدتاً با القاعده همسو بوده است.
هیئت تحریر شام در ۱۸ ژوئن ۲۰۱۹ بیانیه‌ای منتشر کرد و درگذشت محمد مرسی رئیس‌جمهور پیشین مصر را که در بازداشت دولت مصر فوت کرده بود تسلیت گفت.

در مصاحبه‌ای که توسط مستندساز برنامه خط مقدم شبکه پی‌بی‌اس مارتین اسمیت با ابومحمد جولانی انجام شد او دربارهٔ آموزه‌های دینی و اهداف سیاسی تحریر شام اظهار داشت:
«فکر می‌کنم محدود کردن هیئت تحریر شام فقط به عنوان یک گروه سلفی یا جهادی بحثی طولانی است و اکنون نمی‌خواهم به آن بپردازم؛ زیرا به تحقیقات و بررسی‌های زیادی نیاز دارد. ما امروز سعی داریم دربارهٔ اسلام با مفهوم واقعی‌اش صحبت کنیم؛ اسلامی که به دنبال گسترش عدالت است و آرزوی ساختن و پیشرفت دارد و برای حمایت از زنان و حفظ حقوق آنها و همچنین آموزش تلاش می‌کند. اگر بگوییم که در مناطق آزاد شده حکومتی اسلامی وجود دارد می‌توانیم بگوییم که به لطف خدا دانشگاه‌هایی وجود دارند که پر از دانشجو هستند و دو سوم آن دانشجویان زن هستند. بیش از ۴۵۰٬۰۰۰ تا ۵۰۰٬۰۰۰ دانش‌آموز در مدارس ثبت‌نام کرده‌اند. بیمارستان‌هایی کاملاً فعال در این مناطق آزاد شده وجود دارند و افرادی در حال ساختن شهرها و آسفالت کردن جاده‌ها هستند. دیگران در تلاش برای ایجاد یک سیستم اقتصادی هستند که مردم بتوانند با امنیت و صلح زندگی کنند. همچنین یک سیستم قضایی وجود دارد که به دنبال بازگرداندن حقوق مردم و نه فقط مجازات متخلفان است.»

### حکومت
برنامه‌های آموزشی هیئت تحریر شام بر پایه مذهب شافعی است که مذهب غالب در سوریه است ولی بر اهمیت چهار مکتب سنتی فقهی برای تضمین وحدت مسلمانان نیز تأکید می‌کنند. تحریر شام از نظر عقیدتی به‌طور رسمی از مکتب اثری پیروی می‌کند. با این حال مطالعات اشعری را در مؤسسات آموزشی مجاز می‌داند و با مساجدی که توسط امامان اشعری اداره می‌شوند همکاری می‌کند. این گروه با گذشت زمان و تثبیت قدرت همچنین سیاست خود در مورد نظارت اخلاقی را کاهش داد و استدلال کرد که چنین وظایفی بر عهده «وزارتخانه‌های مربوطِ در دولت نجات سوریه» است. یک فعال زن اسلام‌گرا که در زمینه مسائل زنان فعالیت می‌کند در خصوص تغییراتی که از سال ۲۰۲۰ رخ داده است گفت:
«با ایجاد هیئت تحریر شام فشار بر رفتار فردی کاهش یافت… قبلاً اینکه زنان بتوانند اینگونه دربارهٔ سیاست صحبت کنند غیرقابل تصور بود. فشار برای پوشیدن کامل روبنده نیز کاهش یافته است… این وضعیت جدید است. همه زنان پس از آزادسازی ادلب کاملاً روبنده می‌پوشیدند. این تحول کنونی موجب نارضایتی متدینان سخت‌گیر می‌شود، اما نمی‌توان فشار بیشتری به جامعه وارد کرد زیرا ممکن است اوضاع از کنترل خارج شود.»

### حمایت از اقلیت‌ها
رهبر هیئت تحریر شام ابومحمد جولانی در ژوئن ۲۰۲۲ با هیئتی از رهبران دروزی دیدار کرد و پروژه‌ای برای تأمین آب روستاهای دروزی‌نشین کوه‌های حارم افتتاح کرد. در این مراسم جولانی به رهبران دروزی اطمینان داد که متعهد به بهبود شرایط اقتصادی منطقه و گسترش خدمات عمومی ارائه‌شده توسط دولت نجات سوریه است. این رویداد از سوی ناظران سوری به‌عنوان بخشی از برنامه ارتباط عمومی تحریر شام با ساکنان محلی دروزی تلقی شد.
در سال ۲۰۲۲ هیئت تحریر شام اجازه بازگشایی کلیساها در شهر ادلب را داد و به ساکنان مسیحی امکان داد تا مراسم عشای ربانی را برگزار کنند. پس از دیداری با اعضای روحانیون مسیحی و فعالان مدنی، ابومحمد جولانی سیاست خود را برای «حمایت» از مشارکت مسیحیان در آیین‌ها و جشن‌های مذهبی خود اعلام کرد. او همچنین قول بازگرداندن اموال مصادره‌شده به‌طور ناعادلانه از شهروندان مسیحی را داد. گروه القاعده‌محور حراس‌الدین این اقدام را محکوم کرد و دولت نجات سوریه را به تغییر هویت ادلب به «کمتر اسلامی» متهم کرد. رهبران هیئت تحریر شام در پاسخ تأکید کردند که شریعت (قانون اسلامی) حقوق شهروندان غیرمسلمان را برای برگزاری و آموزش آیین‌های مذهبی خود در جوامعشان تضمین می‌کند و بر ضرورت تحمل و روابط مسالمت‌آمیز بین جوامع مذهبی در یک حکومت اسلامی تأکید کردند.
حنا سلّوف کشیش ارشد کلیسای هزارساله القنیه و عضو کلیسای فرانسیسکن‌ها اظهار داشت که ساکنان ادلب آزادانه می‌توانند آیین‌های مذهبی خود را انجام دهند و از خدمت به مسیحیان ادلب احساس افتخار کرد.

### افکار عمومی

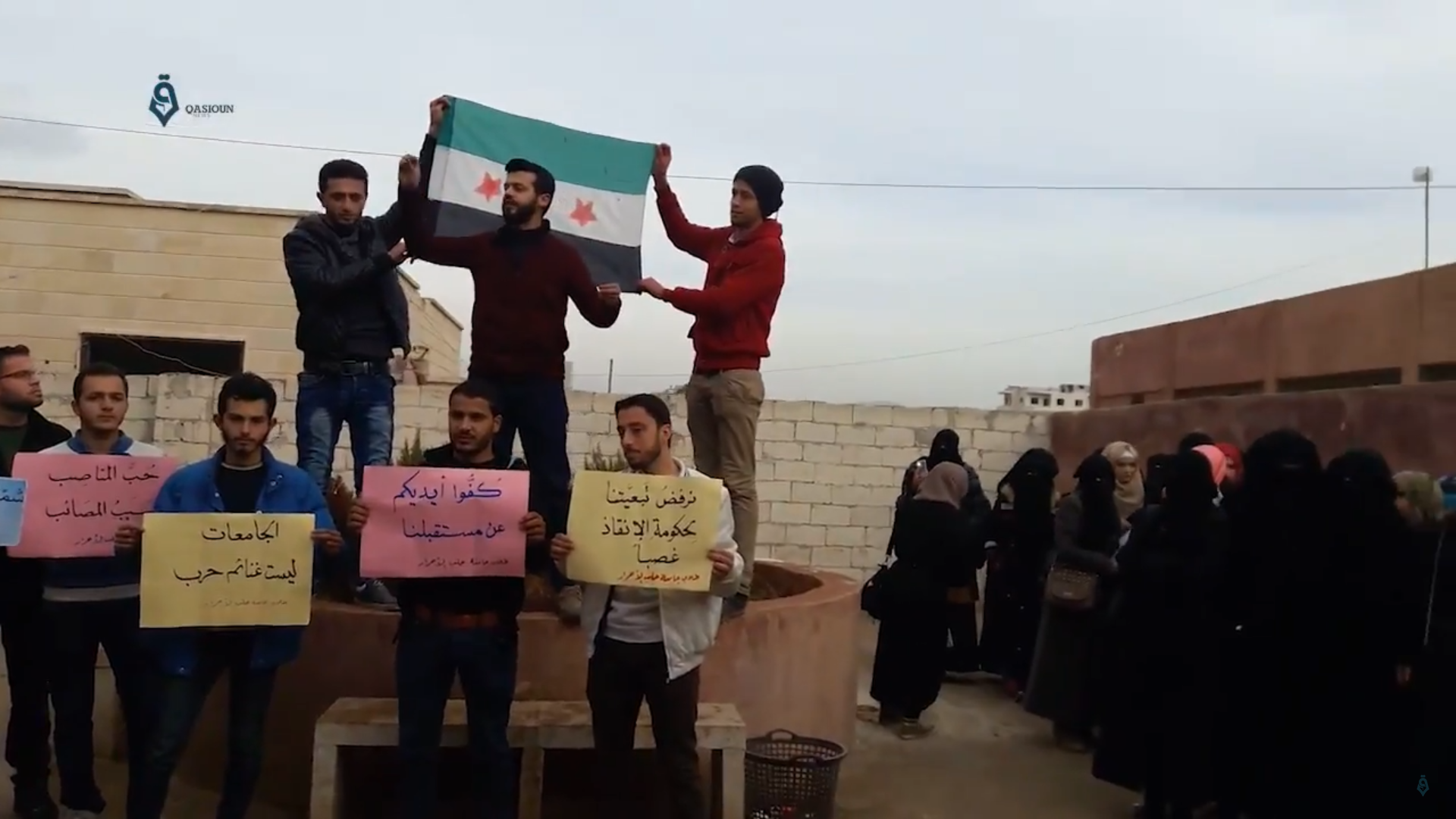
دانشجویان دانشگاه آزاد حلب در الدانا در اعتراض به تعطیلی چندین دانشکده به دست «دولت نجات سوریه» که وابسته به هیئت تحریر شام است تظاهرات می‌کنند.

مرکز تحقیقات ECHO در دانشگاه لورنشن یک نظرسنجی از ۴۸۵۸ نفر از ساکنان چندین منطقه سوریه بین ۱۰ ژوئیه ۲۰۱۷ تا ۲۸ ژوئیه ۲۰۱۷ انجام داده است. بر اساس نتایج این نظرسنجی ۷۷٪ از افراد مورد بررسی با ایدئولوژی سلفی که هیئت تحریر شام و سایر گروه‌های سلفی در ادلب ترویج می‌کنند مخالف بودند، ۷۳٪ شوراهای محلی وابسته به هیئت تحریر شام در ادلب را رد کردند، ۶۶٪ معتقد بودند که هیئت تحریر شام بخشی از القاعده در سوریه است و ۶۳٪ ادعا کردند که تسلط هیئت تحریر شام در ادلب می‌تواند به نبرد تورا بورای دوم بینجامد. از میان کسانی که در این نظرسنجی شرکت کردند تقریباً همه آنها (نزدیک به ۱۰۰٪) هیئت تحریر شام را مغایر با اهداف مخالفان سوری می‌دانستند؛ اگرچه در میزان این مغایرت اختلاف نظر داشتند. ۵۱٪ از آنها هیئت تحریر شام را از بدو تأسیس مغایر با مخالفان می‌دانستند، ۴۲٪ معتقد بودند که هیئت تحریر شام قبلاً با مخالفان همسو بوده است، اما دیگر چنین نیست و ۷٪ هیئت تحریر شام را یک سازمان «ضدانقلاب» می‌دانستند.

## ساختار

### اعضای اصلی
گروه‌هایی که به‌صورت ایتالیک نوشته شده‌اند از احرار الشام جدا شده‌اند یا در روزهای پایانی فعالیت جبهه فتح شام به آن پیوسته‌اند یا به گروه جانشین آن یعنی هیئت تحریر شام پیوسته‌اند.
- جبهه النصره
  - ارتش انصار و مجاهدین[۱۰۱]
    - کتائب سبز
    - اتحاد جهاد اسلامی سوریه (نام پیشین: انصار جهاد)[۱۰۲]

  - گروه خراسان
  - صقور العز
  - جماعت امام بخاری[۱۰۳]
  - گردان توحید و جهاد ("کتائب توحید و تجوید")[۱۰۴]
  - جیش محمد
  - جماعت مرابطین[۱۰۵]
  - پشتیبانان جهاد[۱۰۶]
  - تیپ اخلاص
  - تیپ موته
  - تیپ ابن قیم
  - تیپ اسلامی القدا[۱۰۷]
- جبهه انصار الدین
- تیپ لواء الحق[۳]
- سپاه سنت (ادلب و حلب)[۳]
- گردان شیرهای کوهی[۱۰۸]
- گردان شوالیه‌های خلافت[۱۰۹]
- جبهه شهدای اسلام[۱۱۰]
- گردان توحید[۱۱۱]
- گردان شهید ابراهیم قبانی[۱۱۲]
- انصار بیت‌المقدس[۱۱۳]
- انصار الشام[۱۱۴]
- کتائب شهید ابوسوید.[۱۱۵]
- کتائل اشبال السنه[۱۱۶]
- کتائب سیف العمری[۱۱۷]
- جبهات الصادقین[۱۱۸]
- لواء اهل شام[۱۱۹]
- گردان آذرش[۱۲۰]
- کتیبات صدیق[۱۲۱]
- گردان ابوطلحه انصاری[۱۲۲]
- هنگ اول (ادلب)[۱۲۳]
- تیپ نیروهای ویژه[۱۲۴]
  - واحد انغماسی[۱۲۵][۱۲۴]
- جنبش مجاهدین اهل سنت ایران[۱۲۶]
- گردان ابو عمارا (واحد اصلی)[۱۲۷][۱۲۸]
- تیپ هانی نصر[۱۲۹]
- اجناد شام (در ژوئن ۲۰۱۷ احرار شام را ترک کرد و در نوامبر ۲۰۱۷ دوباره به هیئت تحریر شام پیوست)[۱۳۰]
- سپاه اُسره[۱۳۱]
- امارت قفقاز[۱۳۲]
- سربازان حماسه
- ارتش عمر بن خطاب[۱۳۳]
  - ارتش حلب
  - ارتش غوطه شرقی
- ارتش ابوبکر صدیق
  - ارتش ادلب
  - ارتش بادیه
  - ارتش حماه[۱۲۹]
    - گردان عبدالله عزام
    - گردان اسود الحرب
    - گردان اهل‌البیت
    - گردان المجد
    - گردان توپخانه و پیاده‌نظام تیپ شیران اسلام (بازماندگان جنود الشام)
- ارتش عثمان بن عفان
  - ارتش شام
  - ارتش حدود
  - ارتش الساحی
  - تیپ‌های قدس
  - تیپ افتخار اسلام
  - جنبش اسلامی نور
- جنبش پرچم‌های اسلام
- ارتش دشت الغاب
- ارتش ابوبکر صدیق
- ارتش کوهستان
- ارتش عمر بن خطاب
- ارتش عثمان بن عفان
- گردان شهر حلب[۱۳۴]

### رهبری
«فرمانده کل» یا امیر تحریر شام از اکتبر ۲۰۱۷ ابو محمد جولانی است که «فرمانده نظامی» تحریر الشام و امیر جبهه فتح شام نیز می‌باشد. او همچنین رهبری سازمان قبلی خود جبهه النصره شاخه سوری القاعده را تا سال ۲۰۱۶ بر عهده داشت.
پیش از این فرمانده کل تحریر شام هاشم الشیخ معروف به ابوجابر الشیخ بود که رهبر احرار الشام بین سپتامبر ۲۰۱۴ تا سپتامبر ۲۰۱۵ بود. ابوجابر در ۱ اکتبر ۲۰۱۷ از سمت خود به عنوان رهبر کل تحریر الشام استعفا داد و ابو محمد جولانی جایگزین او شد. ابو جابر سمت دیگری را به عنوان رئیس شورای شورا هیئت تحریر الشام بر عهده گرفت.
افرادی که نام آنها با ایتالیک نوشته شده جداشدگان از احرار الشام هستند که یا در روزهای آخر موجودیت آن برای پیوستن به جبهه فتح الشام جدا شدند یا مستقیماً به تحریر الشام پیوستند.
- ابو جابر (امیر تا اکتبر ۲۰۱۷)
- ابو محمد جولانی (فرمانده نظامی کل، بعداً امیر)
- ابو خیر المصری † (رهبر ارشد)
- ابو ماریا القحطانی † (رهبر ارشد)
- ابو احمد زکور (مدیر مالی کل، در سال ۲۰۲۳ گروه را ترک کرد)
- ابو صالح طحان (فرمانده نظامی)
- ابو بدر الحجازی (فرمانده نظامی)
- ابو عبد الغنی الحموی (مدیر)
- ابو محمد الشاری †
- ابو طاهر الحموی (شیخ)

### گروه‌های سابق
- جنبش نورالدین زنکی
- گردان‌های ابن تیمیه (به احرار الشام پیوستند)
- سپاه احرار
- حرکت فجر الشام الاسلامیه (به جبهه انصار الدین - حرکت فجر الشام الاسلامیه تبدیل شد)
  - گردان المرابطین
  - گردان اسامه
  - گردان ابو علی یمانی
  - گردان ابو هلال زیتان
- گروه‌های سابق هیئت تحریر الشام که برای پیوستن به سازمان حراس الدین رفتند:
  - جیش البادیه
  - جیش الملاحم
  - جیش الساحل
  - سرایا الساحل
  - جند الشریعه
  - سریتان کابیل

#### رهبران پیشین
- توفیق شهاب‌الدین (روحانی مذهبی جنبش نورالدین زنکی که هیئت تحریر شام را در ۲۰۱۷ ترک کرد)
- عبدالله محیسنی (روحانی مذهبی که در سال ۲۰۱۷ هیئت تحریر شام را ترک کرد)

## حمایت خارجی

### ترکیه
ترکیه در سال ۲۰۱۸ هیئت تحریر شام را به عنوان یک سازمان تروریستی و جبهه النصره را در سال ۲۰۱۴ به عنوان یک سازمان تروریستی اعلام کرد. دولت ترکیه یک بار اعلام کرد که با هیئت تحریر شام مخالف است و با آن جنگیده و آن را یک سازمان تروریستی می‌داند. هیئت تحریر شام مستقیماً چالشی برای دولت موقت سوریه است که تحت حمایت ترکیه می‌باشد.
با این حال از سال ۲۰۱۷ دوره‌هایی وجود داشته است که هیئت تحریر شام و به ویژه جناح عمل‌گرای پیرامون ابومحمد جولانی در کنار ارتش ملی سوریه که ترکیه آن را حمایت و تأمین مالی می‌کند جنگیده است و این مانع از ایجاد چندین پست دیده‌بانی توسط ترکیه در قلمرو تحت کنترل آن در استان ادلب نشده است و به اتاق‌های عملیات مشترک با گروه‌های تحت حمایت ترکیه پیوسته است و در عین حال استقلال خود را حفظ کرده است. مؤسسه کلینگندال در نوامبر ۲۰۱۹ سیاست ترکیه از سال ۲۰۱۸ را تلاشی برای جدا کردن عناصر عمل‌گرا از عناصر تندرو در هیئت تحریر شام توصیف کرده است.

### اوکراین
خبرگزاری اسپوتنیک به نقل از یک منبع آگاه سوری اعلام کرد که گروهی متشکل از ۲۵۰ نفر از مربیان ارتش اوکراین برای آموزش شبه نظامیان گروه تروریستی هیئت تحریر شام در زمینه تولید و نوسازی پهپادها وارد استان ادلب در شمال سوریه شدند. به گفته این منبع آنها حوالی تأسیسات تولیدی در شهر ادلب و منطقه جسر الشغور مستقر شده‌اند. این منبع افزود بیش از ۲۵۰ پهپاد به صورت دسته‌ای به همراه کالاهای غیرنظامی به تحریر شام در ادلب تحویل داده شده است. روزنامه سوری الوطن گزارش داد که کیریلو بودانوف مدیر سرویس‌های اطلاعاتی اوکراین در تماس مداوم با رئیس گروه تحریر شام بوده و تلاش می‌کند تا اعضای این گروه را برای پیوستن به نیروهای مسلح اوکراین جذب کند. هیئت تحریر شام بخشی از حملات خود را در نوامبر ۲۰۲۴ با استفاده از پهپاد انجام داده است.
در ۱۰ دسامبر ۲۰۲۴، روزنامه واشینگتن پست گزارش داد منابع مطلع به فعالیت‌های نظامی اوکراین فاش کردند سازمان اطلاعات این کشور حدود ۲۰ اپراتور با تجربه پهپاد و حدود ۱۵۰ پهپاد دوربین دار حدود چهار تا پنج هفته قبل در راستای کمک به عملیات گروه شبه نظامی هیئت تحریر الشام به مقر این مخالفان مسلح در شهر ادلب فرستاد. واشینگتن پست نوشت، منابع اطلاعاتی غربی معتقدند کمک‌های کی‌یف نقش کمی در تسلط مخالفان مسلح بر دمشق داشته‌اند «اما تلاش کلی اوکراینی‌ها برای دست زدن به حملات مخفیانه به عملیات‌های روسیه در خاورمیانه، آفریقا و در داخل سوریه قابل توجه است.» دیوید ایگناسیوس، تحلیلگر واشینگتن پست در این مطلب نوشته است: «برنامه کمک‌های مخفی اوکراین در سوریه رازی است که همه می‌دانند؛ هر چند که مقام‌های ارشد دولت بایدن در جواب سوالهای من چند بار گفته‌اند که اطلاعی از آن ندارند. انگیزه اوکراین واضح است: اطلاعات اوکراین در مواجهه با حمله روسیه در داخل خاک خود به دنبال جبهه‌های دیگری است که در آنها بتواند به روسیه ضربه زده و مشتریانش را تضعیف کند.»
اوکراینی‌ها این برنامه خود را پیش از این برملا کرده‌اند. روزنامه کی‌یف پست در مقاله‌ای به تاریخ سوم ژوئن نوشت منبعی در سرویس اطلاعاتی ارتش اوکراین مشهور به «جی.یو. آر» به این روزنامه گفت: «از ابتدای سال جاری میلادی شورشیان [سوری]، تحت حمایت مأموران اوکراین، حملات متعددی را به تأسیسات نظامی روسیه در منطقه انجام داده‌اند.» این روزنامه در ضمیمه این گزارش خود در وبسایتش لینکی به ویدیویی قرار داد که در آن حملاتی به یک سنگر، یک خودروی ون سفید و اهدافی دیگر دیده می‌شود که طبق گفته‌های مطرح شده، نشان دهنده حملات مخالفان سوری مورد حمایت اوکراین در داخل سوریه هستند. همچنین این روزنامه نوشت عملیات‌های انجام شده در سوریه توسط یک واحد در سرویس اطلاعاتی جی.یو. آر موسوم به واحد «خیمیک» در داخل این سرویس اطلاعاتی «در همکاری با مخالفان سوری» به اجرا درآمده‌اند.

## نقض حقوق بشر و جنایت جنگی
علیرغم تلاش‌های هیئت تحریر الشام برای فاصله گرفتن علنی از القاعده و نشان دادن تصویری مشروع از خود با استفاده از دولت نجات سوریه، گزارش‌های سازمان ملل متحد، آمریکا، اتحادیه اروپا و سازمان‌های حقوق بشری نشان می‌دهند که این گروه همچنان ناقض جدی حقوق بشر است و مرتکب جنایات جنگی می‌شود.

### تغییر مذهب اجباری و تبعیض علیه اقلیت‌های مذهبی
یک گزارش منتشرشده در سال ۲۰۲۲ توسط کمیسیون ایالات متحده در امور آزادی بین‌المللی مذهبی (USCIRF) اعلام کرد که اگرچه هیئت تحریر الشام به‌طور علنی ادعای تسامح داشت و اقدامات رسمی در قبال اقلیت‌های مذهبی در ادلب، مانند دروزی‌ها و مسیحیان، انجام می‌داد، اما همچنان به نقض گسترده آزادی‌های مذهبی و حقوق بشر ادامه می‌داد و اقلیت‌های مذهبی و مسلمانان سنی مخالف را هدف قرار می‌داد. بر اساس این گزارش، این گروه دروزی‌ها را به اجبار به اسلام سنی تغییر مذهب داد و املاک مسیحیان و دروزی‌ها را در مناطق تحت کنترل خود به‌طور سیستماتیک مصادره کرد. همچنین، بازداشت‌های خودسرانه، شکنجه و اعدام با اتهامات مذهبی ساختگی در این مناطق امری رایج بود و بازداشت‌شدگان اغلب مورد سوءرفتار قرار می‌گرفتند و از دسترسی به راهکارهای قانونی محروم بودند. کمیسیون (USCIRF) نتیجه‌گیری کرد که هیئت تحریر الشام یک اداره با انگیزه‌های ایدئولوژیک را ترویج می‌کند که تنوع مذهبی منطقه را تضعیف می‌کند.

## سرنگونی بشار اسد
هیئت تحریر شام در اواخر سال ۲۰۲۴ تحرکات گسترده‌ای در مناطق مختلف سوریه انجام داد. این گروه در ابتدا کنترل حلب را به دست گرفت. سپس شهر حماة در مرکز سوریه به‌طور کامل توسط تحریر شام سقوط کرد. تنها ۱۱ روز پس از آغاز حملات، گروه تحریر الشام موفق شدند دمشق را تصرف کنند و حکومت اسد را ساقط کنند. شهرهای حمص و دمشق تقریباً بدون مقاومت سقوط کردند و شورشیان اعلام کردند که با دولت اسد همکاری خواهند کرد تا تغییر حکومت را محقق سازند.